# Mutagénesis
En genética se denomina mutagénesis a la producción de mutaciones sobre ADN, clonado o no. De realizarse in vitro, dicha alteración puede realizarse al azar (mutagénesis al azar), sobre cualquier secuencia, o bien de forma dirigida (mutagénesis dirigida) sobre una secuencia conocida y en la posición de interés. En el caso de realizarse in vivo, sobre organismos y no sobre ADN clonado por tanto, se realiza a gran escala y sin conocimiento de secuencia, empleando para ello sustancias denominadas mutágenos.
Mutagénesis es aquella modificación del material genético que resulta estable y transmisible a las células hijas que surgen de la mitosis. Las lesiones generadas por estos agentes mutagénicos pueden resultar en modificaciones de las características hereditarias o la inactivación del ADN. Cuando el ADN afectado corresponde a células de la línea germinal se relacionan con la aparición de enfermedades hereditarias, mientras que las mutaciones que se dan en las células somaticas están relacionadas con enfermedades degenerativas y procesos carcinogénicos.
La mutagénesis tiene como objetivo analizar las mutaciones inducidas por agentes físicos, químicos y biológicos, analizar sus interacciones y mecanismos de acción. La razón  para aislar y caracterizar una mutación es poder  saber sus consecuencias, es decir su fenotipo. En otras palabras las propiedades de una función normal puede ser aprendida por medio de las consecuencias de la perturbación o la eliminación de un solo gen o un elemento genético
Los mutágenos según lo establecido en 1983 por la comisión internación para la protección contra mutágenos y carcinógenos, son aquellos agentes que tienen afinidad para interactuar con el ADN, es decir agentes que ocasionan daño al material genético y componentes asociados en dosis subtóxicas.

## Historia
Las investigaciones sobre mutaciones se iniciaron en 1927 con los experimentos de los trabajos de Müller acerca de los efectos de los rayos X sobre Drosophila melanogaster. Posteriormente, fueron observados los efectos mutagénicos de los rayos X sobre las plantas, así como la mutagenicidad de la luz ultravioleta. No obstante, la primera evidencia inequívoca de un caso de mutagénesis química se da en el año 1942, cuando Auerbach y Robson demostraron los efectos tóxicos del gas mostaza sobre Drosophila.
El desarrollo  ocurrido en el área de Genética molecular a partir de los trabajos de Watson y Crick, donde el 1953 elucidaron la estructura tridimensional del ADN, el código genético y la síntesis de proteínas, permitieron investigar acerca de los mecanismos de la mutagenésis. Entonces se entendió que un simple cambio de una base podría dar lugar a la aparición de un nuevo fenotipo y, por ello, se comenzó a investigar intensamente sobre los efectos de los productos químicos en el ADN. Hacia finales de la década de los sesenta se tiene el convencimiento de que el ser humano está  expuesto a un gran número de compuestos químicos, que pueden  tener un efecto mutagénico, que pueden ser un peligro para la salud y la de los descendientes. Ames en 1979 introdujo el ensayo de mutagenicidad en Salmonella typhimurium, e identificó varios contaminantes químicos capaces de causar mutaciones en bacterias y cáncer en mamíferos. Finalmente se vio que aparte de los agente físicos y químicos, también los agentes biológicos como virus, bacterias y parásitos generan mutágenos cuando ocasionan infecciones crónicas.
Principalmente fueron dos factores los que impulsaron el rápido desarrollo de la mutagénesis en la década de los setenta: Primero, disponer de bacterias genéticamente definidas con mutaciones en genes particulares, y segundo, el empleo de sistemas de activación metabólica in vitro, que permitió la obtención de metabolitos electrofílicos reactivos con el ADN.
La mutagénesis ha sido usada en diferentes campos de las ciencias, los bioquímicos han usado las mutaciones para probar la relación entre la estructura y actividad de las proteínas, biólogos celulares usan este medio para definir el rol de proteínas particulares y el ensamblaje de la proteína en la célula, biólogos del desarrollo para determinar la lógica y el orden particular de eventos moleculares durante la diferenciación y morfogénesis, y neurobiólogos para entender la manera en que la red neural es formada y cuales son sus funciones.

## Tipos de mutagénesis
La mutágenesis se puede dividir en dos tipos principalmente, al azar o dirigida.
- Mutagénesis aleatoria: Son mutaciones puntuales introducidas en posiciones aleatorias en un gen de interés, típicamente a través de PCR utilizando una polimerasa de ADN propensa a errores o con agentes mutagénicos.[5]

- Mutagénesis de sitio dirigido: Método de elección para la alteración de un gen o secuencia de vectores en un lugar determinado, las mutaciones puntuales, inserciones o deleciones se introducen con la incorporación primera que contienen la modificación deseada con una ADN polimerasa en una reacción de amplificación.[5]

## Agentes mutagénicos
Radiaciones
Las investigaciones sobre las radiaciones han tomado la atención de los científicos desde fines del siglo XIX. La primera evidencia de que un agente externo podía aumentar el número de mutaciones fue en 1927 por Hermann Müller, quien demostró los efectos mutagénicos de los rayos X en la mosca de la fruta (Drosophila melanogaster). Todas las radiaciones pueden ser agentes mutagénicos con tal de que posean energía suficiente para entrar en contacto con el ADN. Los rayos cósmicos que llegan del espacio, formados por una mezcla de protones y de fotones de muy alta energía, son responsables de muchas mutaciones de las que denominamos “espontáneas”. Tanto la luz ultravioleta (UV) como las radiaciones ionizantes se han utilizado en estudios de mutagénesis en bacterias; aunque los mecanismos de mutagénesis son bastante diferentes para cada tipo de radiación. Uno de los agentes mutagénicos más efectivos en bacterias es la radiación UV de longitud de onda corta. La longitud de onda efectiva para la mutagénesis está comprendida entre los 200 y 300 nm. El mecanismo más importante de la acción de la luz UV es la formación de dímeros (timina-timina; timina-citosina; citosina-citosina) entre pirimidinas adyacentes, lo que incrementa enormemente la probabilidad de que durante la replicación, la polimerasa de ADN inserte un nucleótido incorrecto.
Las radiaciones ionizantes son formas de radiación más potente, e incluyen rayos de longitud de  onda corta, como los rayos X, emisiones de elementos radioactivos, y rayos ϒ. Estas radiaciones causan la ionización del agua y de otras sustancias; produciéndose indirectamente efectos mutagénicos debido a esta ionización. Entre los derivados químicos formados por la radiación ionizante se encuentran los radicales libres, siendo el más importante el radical hidroxilo (OH–). Los radicales libres reaccionan en la célula con macromoléculas, como el ADN, y las alteran produciendo rupturas que dan lugar a rearreglos cromosómicos.
La tasa de mutaciones inducidas depende de la dosis de y de la frecuencia de aplicación. Es decir, el efecto de un mutágeno es mucho más perjudicial si una misma dosis de radiación alta es administrada todo en una sola vez que si se administra a lo largo del tiempo radiaciones bajas. Esto se debe a que, en el primer caso, los mecanismos de reparación del ADN se encuentran saturados. Igualmente, los tejidos irradiados son más o menos sensibles según su tasa de replicación que tengan.
Agentes químicos
La genetista escocesa Charlotte Auerbach fue la primera en demostrar, en la década de 1960, el peligro que representaba la utilización de un agente químico (el “gas mostaza”) para las personas, debido a su fuerte actividad mutagénica. Hoy en día, se conocen varios productos químicos que son mutagénicos, clasificándose según su modo de acción en:
1. Análogos de bases: Se incorporan en el ADN (durante la replicación) en lugar de las bases correspondientes, debido a su alta similitud. Cuando uno de estos análogos de bases se incorpora en el ADN, la replicación sigue normalmente, aunque a veces ocurren errores de lectura que resultan en la incorporación de bases erróneas. Algunos ejemplos de estos agentes son, la 6-amino purina que se incorpora en el ADN en lugar de las bases “oficiales” (A, T, G y C), lo que provoca transversiones o transiciones en las futuras replicaciones del ADN.[6]
2. Agentes intercalantes: Son moléculas planas que se insertan entre dos pares de bases del ADN, separándolas entre sí. Durante la replicación, esta conformación anormal puede conducir a microinserciones o microdelecciones, originando mutaciones por corrimiento de lectura. Ejemplos de estos agentes intercalantes son el naranja de acridina, el bromuro de etidio, la proflavina y el 4,5',8-trimetilpsoraleno (TMP).[6]
3. Agentes que reaccionan con el ADN: Son agentes químicos que reaccionan directamente con el ADN que no se está replicando, ocasionando cambios químicos en las bases al momento de la replicación. Entre ellos se encuentra el ácido nitroso (HNO2), la hidroxilamina (NH2OH) y los agentes alquilantes.[6]